# 혜화여자고등학교 (서울)
혜화여자고등학교(惠化女子高等學校)는 대한민국 서울특별시 강북구 수유동에 위치한 공립 고등학교이다.

## 학교 연혁
- 1965년 12월 28일 : 동대문여자고등학교 설립(동대문구 전농동 331번지)
- 1966년 3월 5일 : 개교식(3학급 편성)
- 1966년 3월 5일 : 초대 권청자 교장 취임
- 1969년 1월 17일 : 제1회 졸업식 거행(165명)
- 1973년 3월 1일 : 종로구 혜화동 13-1로 이전, 혜화여자고등학교(교명 변경)
- 2000년 12월 14일 : 수유동 교정으로 이전 (강북구 수유1동 468-43)
- 2021년 3월 1일 : 제23대 윤신덕 교장 취임
- 2023년 1월 31일 : 제55회 졸업식 213명, 총 26,355명
- 2023년 3월 2일 : 신입생 8학급 236명 입학

## 참고 자료
- 혜화여자고등학교 - 한국교육학술정보원 학교알리미